# Charles King

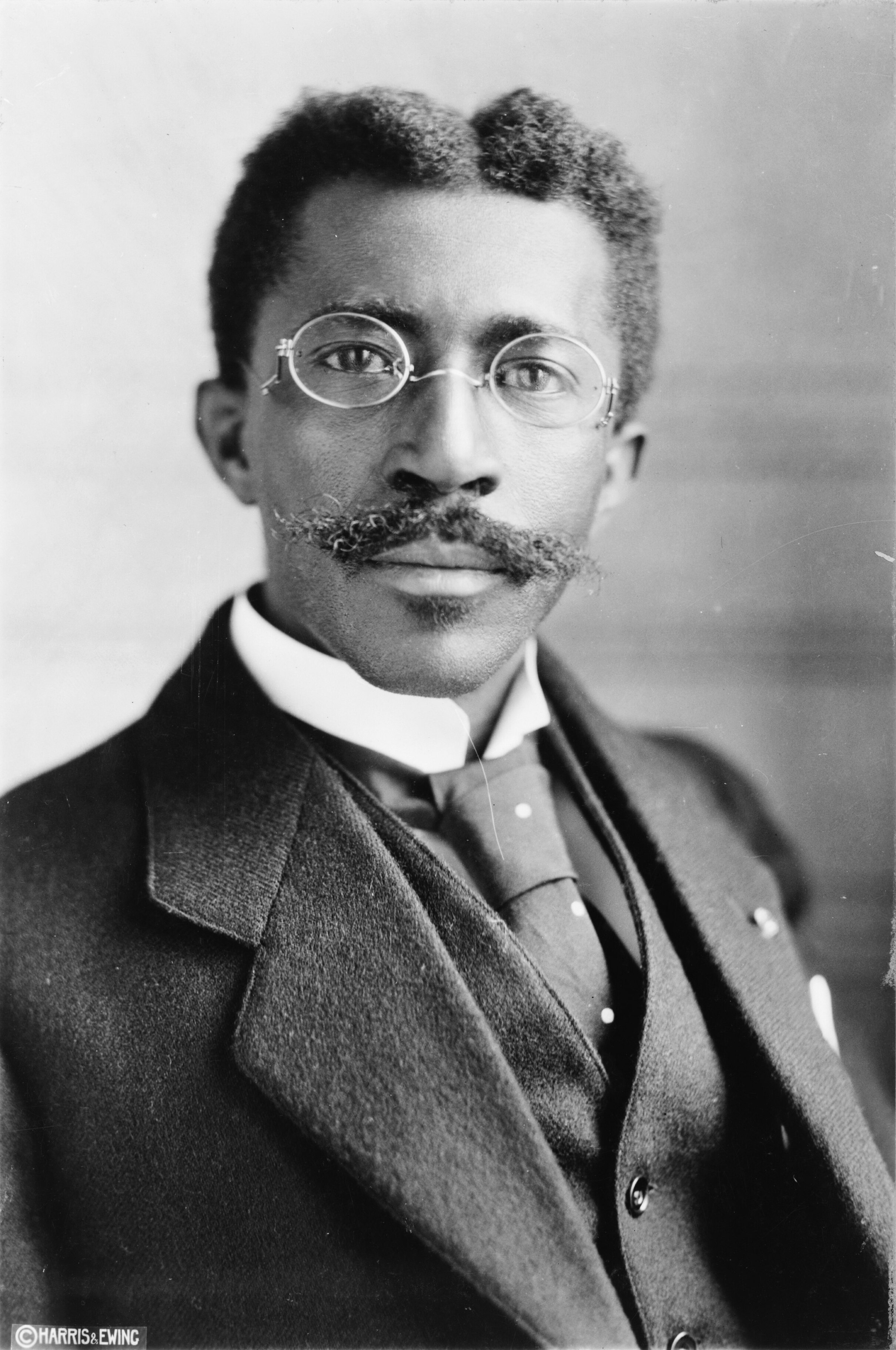
Charles King in 1919

Charles Dunbar Burgess King (Monrovia, 12 maart 1871 – aldaar, 4 september 1961) was van 1920 tot 1930 president van Liberia (voor de True Whig Party).
Charles Kings ouders kwamen uit Sierra Leone. Hij studeerde rechten en was daarna werkzaam bij het Hooggerechtshof en daarna op het ministerie van Binnenlandse Zaken. Van 1904 tot 1912 was hij procureur-generaal en van 1912 tot 1920 minister van Binnenlandse Zaken onder president Daniel Howard. In 1919 tekende hij namens Liberia het Verdrag van Versailles in Parijs.
In 1919 werd hij tot president van Liberia gekozen en op 1 januari 1920 geïnaugureerd.
In 1926 maakte hij voorzichtig een einde aan de isolatie van Liberia door het Amerikaanse bedrijf Firestone (rubberexploitatie) een concessie toe te kennen. Sindsdien werd Liberia wel de "Firestone-kolonie" genoemd.
In 1927 won hij op frauduleuze wijze de verkiezingen en werd als president herkozen. President King behaalde 240.000 stemmen, terwijl er maar 15.000 kiesgerechtigden waren. Hierdoor verkreeg hij wel een plaatsje in het Guinness Book of Records ("het winnen van de meest frauduleuze verkiezingen ooit").
Een internationaal rapport toonde in 1930 aan dat er in Liberia sprake was van dwangarbeid. Om een afzettingsprocedure te voorkomen, traden hij en vicepresident Allen Yancy af. Edwin Barclay volgde hem op.
Na zijn presidentschap beheerde hij zijn eigen rubberplantage. In 1947 werd hij ambassadeur te Washington (tot 1952).
King was een vrijmetselaar en tevens actief binnen de Protestantse Episcopale Kerk.
Joseph Jenkins Roberts · Stephen Benson · Daniel Bashiel Warner · James Payne · Edward Roye · James Smith · Joseph Jenkins Roberts · James Payne · Anthony Gardiner · Alfred Russell · Hilary Johnson · Joseph Cheeseman · William David Coleman · Garretson Gibson · Arthur Barclay · Daniel Howard · Charles King · Edwin James Barclay · William Tubman · William Richard Tolbert jr. · Samuel Doe · Amos Sawyer · David Kpormakpor · Wilton Sankawulo · Ruth Perry · Charles Taylor · Moses Zeh Blah · Charles Bryant · Ellen Johnson Sirleaf · George Weah · Joseph Boakai